# Kalina (imię)
Kalina – imię żeńskie o niejasnym pochodzeniu, stanowiące być może przekształcone na gruncie białoruskim imię Akwilina, lub powstałe na gruncie wschodniosłowiańskim pod wpływem wyrazu kalina. Zgodnie z rosyjskimi źródłami, Kalinka to zdrobnienie zarówno męskie od Kalinika, jak i żeńskie – od żeńskiego rosyjskiego odpowiednika tego imienia, tj. Kallinikii (Каллиникня). Należy też podkreślić, iż forma Kalina spotykana była jako męska forma skrócona imienia Kalinik już w źródłach pochodzących z lat 1479–1584 z monastyru sołowieckiego.
Kalina imieniny obchodzi 11 lipca.
Znane osoby noszące imię Kalina:
- Kalina Jędrusik – polska piosenkarka
- Kalina Wojciechowska – polska biblistka